# Лёхта (приток Лузы)
Лёхта — река в России, протекает по Лузскому району Кировской области и Прилузском районе Республики Коми. Устье реки находится в 179 км по правому берегу реки Луза. Длина реки составляет 146 км, площадь бассейна — 1190 км². Высота устья — 84,2 м над уровнем моря. Высота истока — 136,8 м над уровнем моря.
Река образуется слиянием рек Малая Лёхта и Лебеда в лесном массиве в 6 км к юго-востоку от посёлка Мирный и в 60 км к северо-востоку от города Луза. Место слияния находится в 9 км к юго-западу от точки где сходятся Кировская, Архангельская области и Республика Коми. Верхнее течение реки проходит в Кировской области, среднее — в Республике Коми, нижнее — вновь в Кировской области. Русло Лёхты крайне извилистое, река многократно меняет направление течения. В низовьях образует старицы. Генеральное направление в верхнем течении — восток, в среднем — юг, в нижнем — юго-запад. Верхнее и нижнее течение проходит по ненаселённому таёжному массиву, в среднем течении Лёхта протекает деревни Анкерская, Лёхта и Пентюра (все на территории Республики Коми). Впадает в Лузу в урочище Усть-Лёхта напротив деревни Егошинская. Ширина реки в среднем и нижнем течении 15-18 метров, скорость течения 0,5 м/с.

## Притоки
- 18 км: река Ильина (пр)
- река Анфимовка (пр)
- 24 км: река Дингуль (пр)
- река Пентюра (пр)
- река Раскиль (лв)
- река Сотчемъёль (пр)
- река Вориль (лв)
- 68 км: река Ештомъёль (пр)
- река Лексяс (пр)
- река Изегъёль (лв)
- река Расулек (лв)
- река Дозмарь (лв)
- 129 км: река Калапырь (пр)
- 146 км: река Малая Лёхта (лв)
- 146 км: река Лебеда (пр)

## Данные водного реестра
По данным государственного водного реестра России и геоинформационной системы водохозяйственного районирования территории РФ, подготовленной Федеральным агентством водных ресурсов:
- Бассейновый округ — Двинско-Печорский
- Речной бассейн — Северная Двина
- Речной подбассейн — Малая Северная Двина
- Водохозяйственный участок — Юг
- Код водного объекта — 03020100212103000012723[3].